# ارتفاع مبنای مرجع
در هوانوردی، ارتفاع مبنای مرجع (به انگلیسی: Reference datum height)، ارتفاع یک نقطه است که در بالای تقاطع خط مرکزی باند و آستانه باند فرودگاه قرار دارد، که از آن قسمت مستقیم کشیده شده به سوی پایین مسیر سرخوردن عبور می‌کند. معمولاً در نمودارهای رویکرد ابزار در فرودگاه یافت می‌شود.